# منشورات الجمل
منشورات الجمل دار نشر أسسها العراقي خالد المعالي عام 1983 في مدينة كولونيا، ألمانيا، تنشر كتب الأدب العربي الحديث.

## مواضيع الدار
حسب حديث خالد المعالي مؤسس الدار مع بوابة الإنترنيت Qantara.de فإن المواضيع التي يركز عليها دار منشورات الجمل هي الأدب العربي الحديث، النثر والشعر، إضافة إلى الأعمال العربية الكلاسيكية النقدية، التي لا يسهل دائما نشرها في كل وقت. وكذلك الكتب التي تتناول الموضوعات المحرمة التي لا يمكن للمرء تناولها في الدول العربية.

## إصدارات الدار
- فرنكشتاين في بغداد - أحمد السعداوي[4]
- باب الطباشير - أحمد السعداوي
- فهرس - سنان أنطوان
- آلموت - فلاديمير بارتول
- العرب ظاهرة صوتية - عبد الله القصيمي
- زوربا اليوناني - نيكوس كازانتزاكيس
- جمهورية الخوف - كنعان مكية
- الف منزل للحلم والرعب - عتيق رحيمي
- طفل من قرية - سيد قطب
- شبق (رواية) - إلفريدي يلينيك - ترجمة نبيل الحفار - 2017